# Janina Isabell Batoly

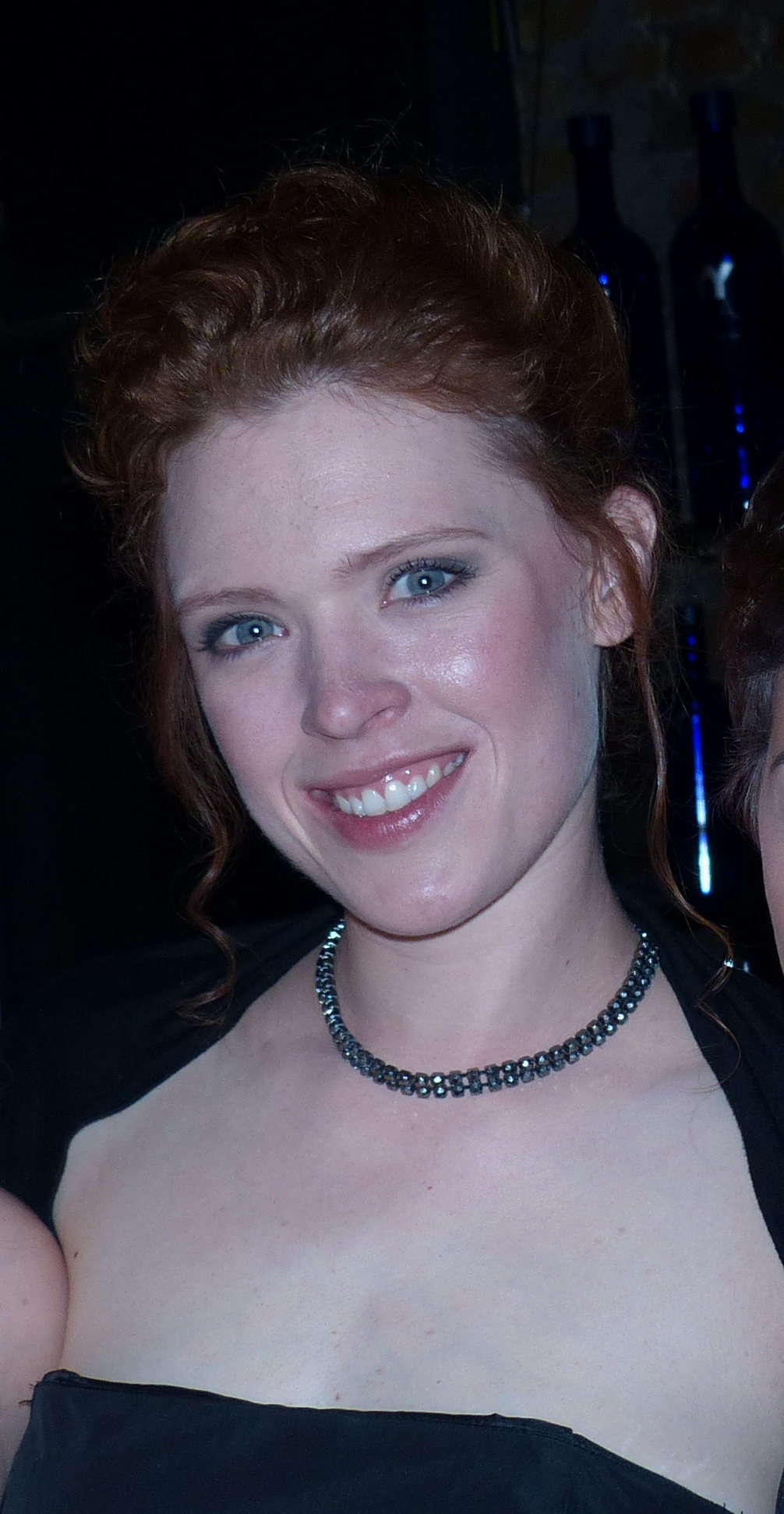
Janina Isabell Batoly auf der Jubiläumsfeier zu 18 Jahren Verbotene Liebe in Düsseldorf (2013)

Janina Isabell Batoly (* 28. Juni 1982 in Berlin) ist eine deutsche Theater- und Fernsehschauspielerin sowie Synchronsprecherin.

## Leben
Janina Isabell Batoly besuchte in ihrer Heimatstadt Berlin die Schauspielschule und ließ sich gleichzeitig in klassischem und modernem Gesang ausbilden. Schon während ihres Studiums spielte sie in einigen Theaterproduktionen (z. B. in Medea am BAT Berlin). Anschließend tourte sie mit dem Musical In 80 Tagen um die Welt in der weiblichen Hauptrolle, Prinzessin Aouda, durch Deutschland, Österreich und die Schweiz.
Seit 2006 tritt sie mit Chansonabenden in Berlin und deutschlandweit auf. 2008/09 stand sie durchgehend als festes Mitglied des Kabaretts „Die Stachelschweine“ in Berlin auf der Bühne. Neben ihrer Bühnentätigkeit spielt sie auch für Film und Fernsehen. Ab 2012 spielte sie die Rolle der Bella Jacob in der Seifenoper Verbotene Liebe.

## Filmografie (Auswahl)
- 2006: Verliebt in Berlin
- 2006: Driving the World
- 2007: Volles Haus
- 2007: Sehr witzig
- 2007: Bloody Mary
- 2007: Person to Person
- 2007: Seven Pieces
- 2008: Sehr witzig
- 2008: Im Angesicht des Verbrechens
- 2009: Tauben auf dem Dach
- 2010: Unser Charly
- 2010: In jeder Beziehung (Pilot)
- 2010: Die Familie
- 2010: Rosa Roth
- 2011: Flugdienstzeitenspots
- 2011: In jeder Beziehung (1. Staffel)
- 2012–2015: Verbotene Liebe
- 2016: Inga Lindström – Gretas Hochzeit
- 2017: Triple Ex
- 2018: Familie Dr. Kleist
- 2018: Die Jägerin – Gegen jede Vernunft
- 2019: Gegen die Angst
- 2020: Bettys Diagnose – Keine Angst
- 2022: In aller Freundschaft – Die jungen Ärzte – Versagensängste
- 2025: SOKO Potsdam: Schöner leben

## Synchronrollen
- 2023: Navy CIS: L.A. für Lisa Marie als Dr. Claire Winchester
- 2024: Navy CIS: Hawaiʻi für Rachelle Goulding als "Lana Kyle"

## Theater/Musical (Auswahl)
- 2004: Medea (Chor)
- 2005, 2007, 2008: In 80 Tagen um die Welt
- 2006–2017: Verdammt ich lieb Dich!
- 2007–20017: Plan B
- 2008–2009: Angezählt ... ansonsten heiter
- 2009–2017: Baby it’s Cold Outside – ein Weihnachtsprogramm
- 2009: Reizende Nerven
- 2010: Lange Nacht der Theater
- 2011: Virtual Dinner Party
- 2011: Und der Name des Sterns heißt Tschernobyl
- 2011: Ostarbeiter
- 2015: Sei lieb zu meiner Frau
- 2016–17: Der Vorname